# Thorne-Żytkow-Objekt
Ein Thorne-Żytkow-Objekt (TŻO) ist ein hypothetischer Stern in einem hydrostatischen Gleichgewicht, in dessen Kern sich ein Neutronenstern befindet. Benannt ist das TŻO nach den Astronomen Kip Thorne und Anna Żytkow, die die erste Beschreibung eines solchen Sterns geliefert haben.

## Beschreibung
Neutronensterne entstehen überwiegend als Folge einer Supernova, die die äußere Hülle des Vorläufersterns abwirft. Daher entstehen Thorne-Żytkow-Objekte nicht in Einzelsternen, sondern nur unter besonderen Umständen in Doppelsternsystemen. Es werden vier Entwicklungskanäle vermutet:
- Ein Roter Riese expandiert so weit, dass ein ihn begleitender Neutronenstern innerhalb der gemeinsamen Hülle seine Bahn zieht. Aufgrund der Reibung sinkt der Neutronenstern in den Kern des Roten Riesen und verdrängt ihn. Allerdings würde der Neutronenstern durch Akkretion wahrscheinlich so starke Jets ausbilden, dass der Rote Riese schon vor der Verschmelzung zerstört werden würde.[3]
- Ein Neutronenstern kollidiert mit einem massiven Hauptreihenstern in einem Sternhaufen mit einer hohen Sterndichte.
- Eine unsymmetrische Supernovaexplosion in einem Doppelsternsystem treibt den dadurch entstandenen Neutronenstern in seinen Begleiter.
- Durch Massenaustausch verkleinert sich die Umlaufbahn eines Röntgendoppelsterns, bestehend aus einem Blauen Überriesen und einem Neutronenstern, bis der kompakte Neutronenstern in die Atmosphäre des Überriesen eintritt.

Thorne-Żytkow-Objekte sollten entweder Rote Riesen oder Überriesen mit sehr speziellen Eigenschaften sein. Aufgrund des Neutronensterns in ihrem Kern erreichen sie eine um mehrere Größenordnungen höhere Dichte als normale Sterne, weshalb in ihrem Inneren abweichende thermonukleare Reaktionen ablaufen können. Diese Reaktionen sollten große Mengen an Lithium und Elemente aus dem r-Prozess sowie p-Prozess entstehen lassen. Es ist allerdings nicht klar, ob diese Elemente auch an die Oberfläche transportiert werden, wo sie nachgewiesen werden können. Theoretische Simulationen lassen vermuten, dass sich ein Thorne-Żytkow-Objekt in einen Soft Gamma Repeater bzw. ungewöhnlichen Röntgenpulsar entwickeln könnte. Dafür wird angenommen, dass die Ausbrüche dieser eruptiven Sterne durch eine sporadische Akkretion aus einer Fallback-Disk entstehen.
Alternativ könnten auch einige Wolf-Rayet-Sterne aus Thorne-Żytkow-Objekten entstanden sein. Diese speziellen WR-Sterne würden aus Roten Riesen entstehen, bei denen die zusätzlichen nuklearen Reaktionen sowie freigesetzte potentielle Energie so viel Energie freigesetzt haben, dass ein starker Sternwind die äußeren Atmosphärenschichten des Roten Riesen abgetragen hat.
Die Lebensdauer von Thorne-Żytkow-Objekten ist wahrscheinlich recht kurz, weil der Neutronenstern den ehemaligen Kern seines Gaststerns akkretiert und nach Überschreiten der Tolman-Oppenheimer-Volkoff-Grenze in ein Schwarzes Loch kollabiert. Die Anzahl der Thorne-Żytkow-Objekte in der Milchstraße sollte zwischen 20 und 200 betragen, unter der Annahme einer Lebensdauer von 100.000 bis 1.000.000 Jahren.

## Kandidaten
Der anerkannte Nachweis eines Thorne-Żytkow-Objekts ist bisher nicht gelungen. Bei Roten Riesen mit ungewöhnlichen chemischen Häufigkeiten des 29Si und 30Si wie OH359.762+0.120
und U Aquarii könnte es sich um TŻO handeln. Es sind aber auch Sternentwicklungsmodelle denkbar, in denen die abweichenden chemischen Häufigkeiten ohne die Annahme eines TŻO entstehen können. Gleiches gilt auch für die Vermutung, dass HV 2112 aufgrund seiner ungewöhnlichen chemischen Zusammensetzung ein TŻO-Objekt sein könnte. Allerdings kann diese auch mit einem konservativen Modell bestehend aus einem Super-AGB-Stern und einer Anreicherung durch eine nahe Kernkollapssupernova erklärt werden.
Ein alternativer Nachweis der Geburt eines Thorne-Żytkow-Objekts könnte über Gravitationswellen erfolgen. Bei der Geburt eines TŻO sollten Wellen mit Frequenzen zwischen 10−5 und 0,1 Hertz abgestrahlt werden, mit einer Amplitude, die für moderne Gravitationswellendetektoren in einem Radius von 10 kpc nachweisbar wäre. Dies würde allerdings nur ein nachweisbares Ereignis alle 500 Jahre bedeuten.